# Samuel Kuffour
Samuel Kuffour   (Kumasi, 3 de setembre de 1976) és un exfutbolista ghanès de les dècades de 1990 i 2000.
Fou internacional amb la selecció de futbol de Ghana amb la qual participà en la Copa del Món de futbol de 2006.
Pel que fa a clubs, destacà a FC Bayern Múnic i AS Roma.